# 行橋市立稗田小学校
行橋市立稗田小学校（ゆくはししりつ ひえだしょうがっこう、英語: Yukuhashi City Hieda Elementary School）は、福岡県行橋市下稗田にある公立小学校である。

## 概要
6学級、児童数181名（2017年5月12日現在）。末松謙澄・伊藤博文からの寄付による記念碑が建立されている。

## 校歌
- 作詞は山田良雄・定村浩、作曲は岩川虎雄[2]。

## 教育目標・理念
- 「心身ともに健全で豊かな心をもち 直ぐ、正しく、たくましく生きる子ども」の育成を掲げている。

## 受賞歴
- 1990年（平成2年）11月 - 教育文化功労賞を受賞[3]。

## 沿革
- 1872年（明治5年）6月 - 稗田尋常小学校を開校。
- 1892年（明治25年）3月 - 教育令改正により、稗田小学校と改称。
- 1915年（大正4年）4月 - 高等科設置により、稗田尋常高等小学校と改称。
- 1941年（昭和16年）4月 - 学制改革により、行橋市立稗田小学校に改称。
- 1999年（平成11年）1月 - 創立125周年記念行事実施。

## 通学区域
- 津積、西谷、新谷杉ノ木、大谷、上稗田、下稗田、農進、前田、中川、上検地、下検地、宮の杜[4]

## 交通アクセス
- 今川河童駅から徒歩25分
- 豊津駅から徒歩30分
- 美夜古泉駅から徒歩30分
- 新豊津駅から徒歩39分[5]